# 波罗的海德意志人党
波罗的海德意志人党（德語：Deutsch-baltische Landespartei，DbLP）是1933年至1934年间活跃于拉脱维亚的波罗的海德意志人的民族政党。
波罗的海德意志人党成立于1933年10月16日，党魁是赫尔穆斯·斯蒂格曼（1892-1983）。该党持右翼立场，但从未参加过拉脱维亚议会选举。拥有议员身份的赫尔穆斯·斯蒂格曼因此成为本党于议会之中唯一代表。他的政党作为[{tsl|de|Ausschuß der Deutschbaltischen Parteien|波罗的海德意志人联盟}}的一员而入主议会。1934年5月15日拉脱维亚政变后，包括波罗的海德意志人党在内的各党派被卡尔利斯·乌尔马尼斯取缔，随之拉脱维亚议会也被解散。

## 书籍
- Mads Ole Balling, Von Reval bis Bukarest - Statistisch-Biographisches Handbuch der Parlamentarier der deutschen Minderheiten in Ostmittel und Südosteuropa 1919-1945, Band 1, 2. Auflage, Kopenhagen. 1991: pp. 136-137, ISBN 87-983829-3-4 （德文）